# Crepidotus parietalis
Crepidotus parietalis är en svampart som beskrevs av E. Horak 1978. Crepidotus parietalis ingår i släktet rödmusslingar och familjen Inocybaceae.   Inga underarter finns listade i Catalogue of Life.